# Anchorage
Anchorage (toponimo che in inglese significa ancoraggio; in dena'ina  Dgheyay Kaq' ) è la città più grande dello Stato dell'Alaska, negli Stati Uniti d'America, porto navale posto sulla Baia di Cook attraverso la quale comunica con il golfo dell'Alaska. Costituisce lo snodo di comunicazione dell'Alaska centrale e occidentale. Tra le risorse naturali ci sono il petrolio, il metano e la pesca. La lega civica nazionale ha premiato Anchorage come prima città tra tutte quelle statunitensi nel 2002. Anchorage ha vinto questo premio altre tre volte in questi ultimi 50 anni.

## Geografia fisica

### Clima
Anchorage ha un clima subartico; in estate la temperatura media oscilla tra i 13 e i 21 °C, mentre in inverno oscilla tra -7 e −15 °C, con picchi minimi fino a −36 °C.
| Mese                         | Mesi  | Mesi  | Mesi | Mesi | Mesi | Mesi | Mesi | Mesi | Mesi | Mesi | Mesi | Mesi  | Stagioni | Stagioni | Stagioni | Stagioni | Anno  |
| Mese                         | Gen   | Feb   | Mar  | Apr  | Mag  | Giu  | Lug  | Ago  | Set  | Ott  | Nov  | Dic   | Inv      | Pri      | Est      | Aut      | Anno  |
| ---------------------------- | ----- | ----- | ---- | ---- | ---- | ---- | ---- | ---- | ---- | ---- | ---- | ----- | -------- | -------- | -------- | -------- | ----- |
| T. max. media (°C)           | −5,9  | −3,4  | 0,6  | 6,0  | 12,4 | 16,4 | 18,4 | 17,2 | 12,9 | 4,7  | −2,7 | −5,3  | −4,9     | 6,3      | 17,3     | 5,0      | 5,9   |
| T. min. media (°C)           | −13,1 | −11,4 | −7,7 | −1,9 | 3,8  | 8,4  | 10,9 | 9,7  | 5,3  | −1,8 | −9,4 | −12,2 | −12,2    | −1,9     | 9,7      | −2,0     | −1,6  |
| Giorni di gelo (Tmin ≤ 0 °C) | 31    | 27    | 29   | 22   | 3    | 0    | 0    | 0    | 3    | 20   | 28   | 30    | 88       | 54       | 0        | 51       | 193   |
| Precipitazioni (mm)          | 20,1  | 19,8  | 17,5 | 17,0 | 18,5 | 29,0 | 43,4 | 62,0 | 68,6 | 51,6 | 28,2 | 28,4  | 68,3     | 53,0     | 134,4    | 148,4    | 404,1 |
| Giorni di pioggia            | 4,7   | 4,6   | 4,5  | 4,3  | 4,2  | 4,6  | 7,0  | 9,9  | 11,0 | 8,8  | 5,5  | 6,6   | 15,9     | 13,0     | 21,5     | 25,3     | 75,7  |
| Nevicate (cm)                | 27    | 29    | 22   | 12   | 1    | 0    | 0    | 0    | 0    | 18   | 27   | 37    | 93       | 35       | 0        | 45       | 173   |

Fonte

## Storia

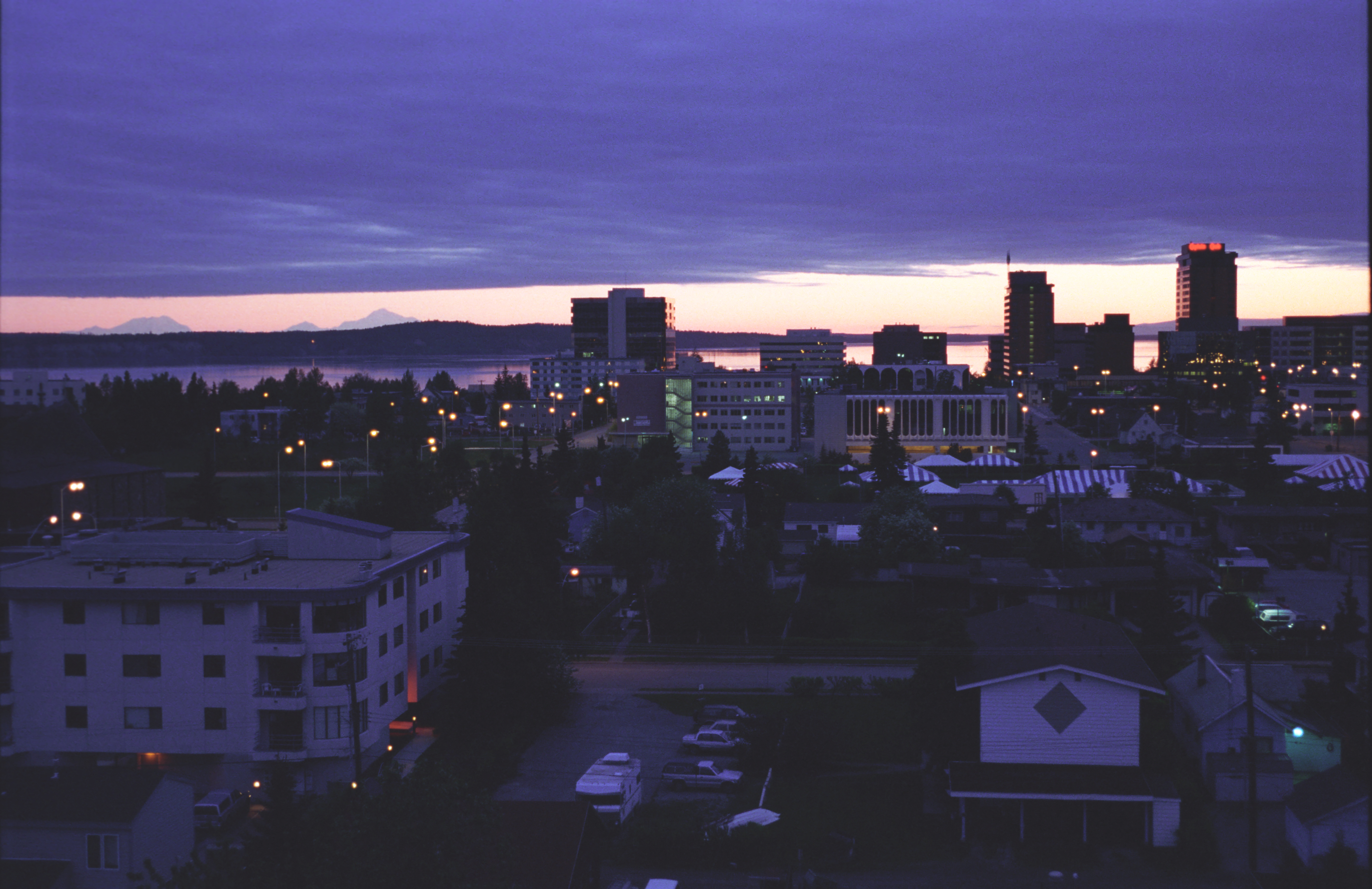
Anchorage al tramonto

Anchorage era, fino all'inizio del XX secolo, un villaggio eschimese (knik). Nel 1914 il Presidente Woodrow Wilson volle la costruzione di un collegamento ferroviario fra il mare e l'interno, l'Alaska Railroad. La città fu così fondata nel 1915 come principale scalo di rifornimento della ferrovia e si sviluppò rapidamente come avamposto nella seconda guerra mondiale, avendovi sede il comando di difesa dell'Alaska. L'Anchorage Museum of History and Art aprì nel 1968, per festeggiare il centenario dell'acquisto dell'Alaska dall'Impero russo.
Nella seconda metà degli anni ottanta la città s'ingrandì, anche se, a metà decennio, l'economia cittadina conobbe la recessione a causa della contrazione avvenuta nei prezzi petroliferi. È sede dell'Università dell'Alaska (1954), principale campus nell'ambito dell'University of Alaska System.
La città fu colpita da un violento terremoto il 27 marzo del 1964, che costò la vita a 143 persone. Dopo questa esperienza l'altezza degli edifici è stata limitata a 21 piani.

## Monumenti e luoghi d'interesse

### Aree naturali
Anchorage è una città immersa nel verde della natura. Moltissimi sono i parchi e giardini situati sia nella città che in periferia. Qui di seguito sono elencati alcuni di questi parchi.
| Parco Delaney                                      | 61°12′47″N 149°54′04″W |  |
| Parco Goose Lake                                   | 61°11′49″N 149°49′13″W |  |
| Parco Kincaid                                      | 61°09′15″N 150°03′20″W |  |
| Lago Hood e Spenard                                | 61°10′54″N 149°57′59″W |  |
| Laguna Westchester e parco Margaret Eagan Sullivan | 61°12′16″N 149°54′58″W |  |
| Parco Nulbay                                       | 61°12′57″N 149°54′36″W |  |
| Parco Russian Jack Springs                         | 61°12′21″N 149°47′18″W |  |
| Potter Marsh                                       | 61°04′39″N 149°49′37″W |  |
| Giardino botanico di Anchorage                     | 61°10′40″N 149°45′32″W |  |

## Cultura

### Media
- La città di Anchorage appare nel libro di Philip Reeve Freya delle Lande di Ghiaccio (Predator's Gold) come città semovente e l'unica città americana ad essere sopravvissuta alla completa distruzione del Nord-America
- Il primo DLC di Fallout 3, Operation: Anchorage appunto, è ambientato durante l'invasione cinese della città; il giocatore veste i panni di un soldato al fronte che compirà delle missioni per liberare Anchorage e l'Alaska dagli invasori.
- Appare anche nel libro Il Figlio di Nettuno della saga di Percy Jackson, mentre i protagonisti viaggiano verso il ghiacciaio di Hubbard.
- Appare anche nei film La cosa da un altro mondo e Il cacciatore di donne.
- Nella serie tv The Handmaid's Tale la città è sede del governo statunitense in esilio essendo Alaska e Hawaii gli unici due stati non caduti sotto il controllo del regime di Gilead.

## Economia

### Turismo

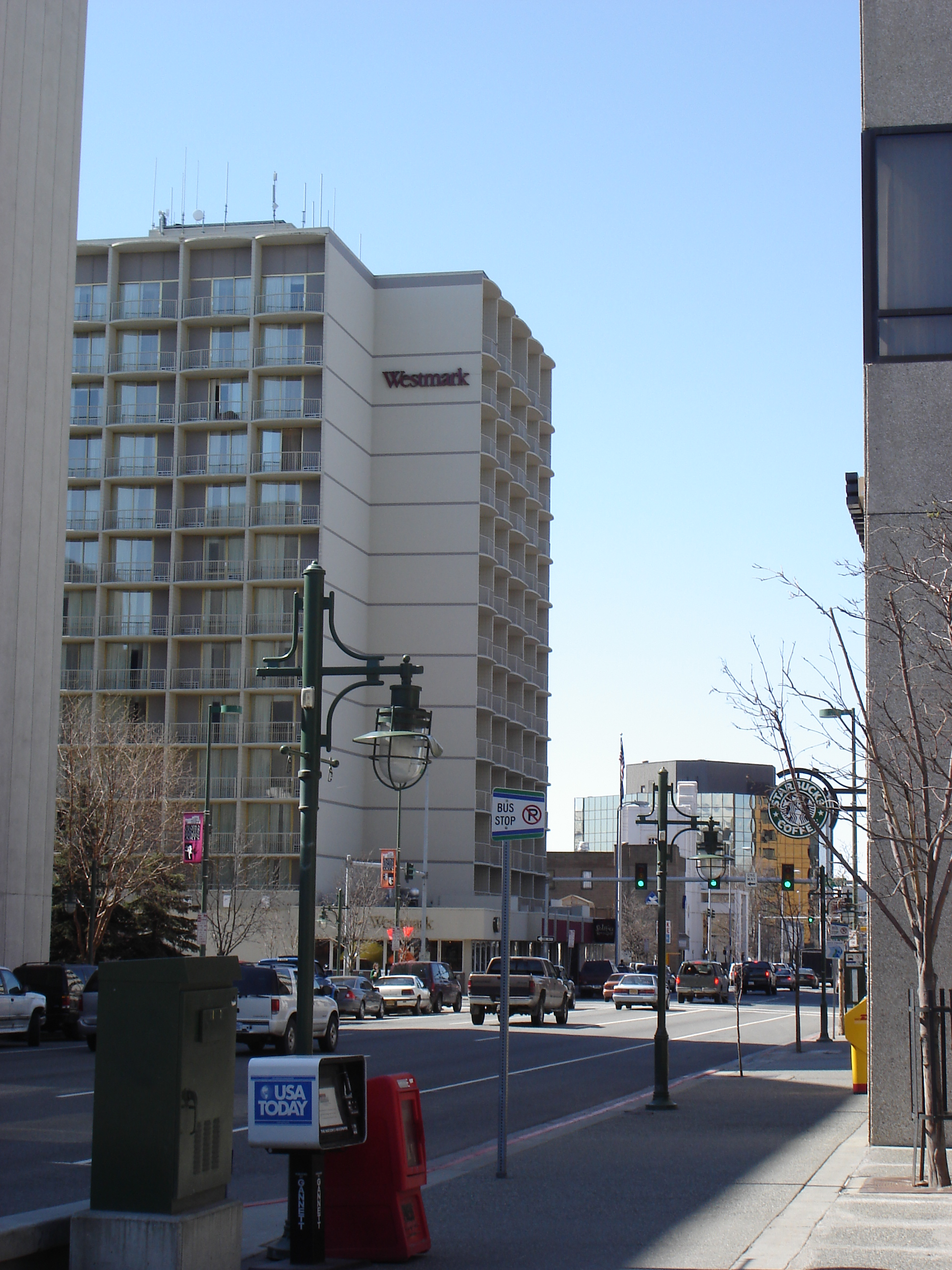
Centro di Anchorage

La città è circondata da un Parco Naturale Nazionale particolarmente ricco di fauna selvatica; tale collocazione definisce quindi la città come luogo ideale per poter accedere a siti, spesso prossimi, di osservazione della fauna selvatica significativa del Centro-Sud dell'Alaska.
Anchorage è stata più volte definita, all'interno degli Stati Uniti, una delle città più vivibili. La città è collocata in un luogo paesaggisticamente tra i più spettacolari, in tutte le stagioni.

## Infrastrutture e trasporti
La città è servita dall'Aeroporto Internazionale di Anchorage e dalla stazione ferroviaria della Alaska Railroad.

## Sport
Stazione sciistica, Anchorage ha ospitato alcune gare di Coppa del mondo di sci alpino nel 1973 e di Coppa del mondo di sci di fondo nel 1983, e si è candidata senza successo per ospitare i XVI Giochi olimpici invernali nel 1992 e i XVII nel 1994.

## Amministrazione

### Gemellaggi
Anchorage è gemellata con 6 città:
- Chitose, dal 1969
- Tromsø, dal 1969
- Whitby, dal 1978
- Darwin, dal 1982
- Incheon, dal 1986
- Magadan, dal 1991